# José Antonio de Orozco y Zúñiga
José Antonio de Orozco y Zúñiga   (Manila, 25 de maig de 1810 - Madrid, 7 de maig de 1881) fou un militar espanyol, Capità general de València durant el regnat d'Isabel II d'Espanya i senador durant la restauració borbònica.
Ingressà a l'èxèrcit en 1822 i el 1829 va venir a al Península. Durant la primera guerra carlina fou ferit en la serralada de Burgos (1834) i participà en la batalla de Mendigorria i a la batalla de Luchana, per les que fou ascendit a tinent en 1836. En 1837 va obtenir la creu de Sant Ferran per la presa d'Andoain i després de la batalla de Perecamps en 1840 fou ascendit a tinent coronel. En acabar la guerra fou destinat a Valladolid com a cap d'Estat Major i en 1841 fou ascendit a coronel. En 1846 ascendí a Brigadier i en 1850 fou comandant general de la província de Sòria, en 1852 de la de Càceres, en 1853 de la de Lugo i en 1854 fou ascendit a mariscal de camp.
En 1855 fou segon cap a Catalunya i en 1860 va participar en la batalla de Tetuan de la Guerra d'Àfrica, on fou guardonat amb una nova creu de Sant Ferran. De 1860 a 1863 fou Capità general de València i de 1863 a 1864 del País Basc, càrrec que deixà per motius de salut.
Després de la restauració borbònica fou president del Consell Suprem de Guerra i Marina, senador per Lleida de 1878 a 1881 i gentilhome de Sa Majestat.